# Vandkrans-familien
Vandkrans-familien (Zannichelliaceae) bestod tidligere under Cronquists system af arterne i slægten Zannichellia. De henregnes under det nuværende, fylogenetiske system under Vandaks-familien (Potamogetonaceae).